# La Voleuse de diamants
La Voleuse de diamants (Cleaverville) est un téléfilm canadien réalisé par Jorge Montesi et diffusé aux États-Unis le 12 mars 2007 sur Lifetime.

## Fiche technique
- Titre original : Cleaverville
- Réalisation : Jorge Montesi
- Scénario : Lisanne Sartor
- Musique : Hal Beckett
- Société de production : Swell Television & Film, CanWest Global Television Network
- Durée : 95 minutes
- Pays : Canada

## Distribution
- Ever Carradine : Grace
- Gabrielle Rose : Kay
- Leela Savasta : Laura
- Zak Santiago : Gus
- Susan Hogan : Maggie Quinn
- Scott Hylands : Ned
- Rachel Hayward : Andi
- Gregory Calpakis : Danny Hughes
- Alex Corr : Rick
- Campbell Lane (en) : Krakow